# Ажевил (Горња Марна)
Ажевил (фр. Ageville) насеље је и општина у североисточној Француској у региону Шампањ-Арден, у департману Горња Марна која припада префектури Шомон.
По подацима из 2011. године у општини је живело 310 становника, а густина насељености је износила 15,86 становника/km². Општина се простире на површини од 19,55 km². Налази се на средњој надморској висини од 395 метара.

## Демографија
| 1962. | 1968. | 1975. | 1982. | 1990. | 1999. | 2011. |
| ----- | ----- | ----- | ----- | ----- | ----- | ----- |
| 227   | 234   | 240   | 310   | 297   | 292   | 310   |

График промене броја становника у току последњих година